# Niwki (kolonia w sielsowiecie Kniahinin)
Niwki – dawna kolonia. Tereny, na których była położona leżą obecnie na Białorusi, w obwodzie mińskim, w rejonie miadzielskim, w sielsowiecie Kniahinin.

## Historia
W czasach zaborów kolonia w okręgu wiejskim Kniahinin, w gminie Kniahinin, w powiecie wilejskim, w guberni wileńskiej Imperium Rosyjskiego. W 1865 roku liczył 34 dusze rewizyjne. Zamieszkiwali ją Żydzi rolnicy.
W latach 1921–1945 kolonia leżała w Polsce, w województwie wileńskim, w powiecie wilejskim, w gminie Kościeniewicze.
Według Powszechnego Spisu Ludności z 1921 roku zamieszkiwało tu 76 osób, wszystkie były wyznania mojżeszowego i zadeklarowały żydowską przynależność narodową. Było tu 14 budynków mieszkalnych. W 1931 w 18 domach zamieszkiwały 103 osoby.
Wierni należeli do parafii rzymskokatolickiej w Kościeniewiczach i prawosławnej w Kniahininie. Miejscowość podlegała pod Sąd Grodzki w Krzywiczach i Okręgowy w Wilnie; właściwy urząd pocztowy mieścił się w Kościeniewiczach.
W wyniku napaści ZSRR na Polskę we wrześniu 1939 miejscowość znalazła się pod okupacją sowiecką. 2 listopada została włączona do Białoruskiej SRR. Od czerwca 1941 roku pod okupacją niemiecką. W 1944 miejscowość została ponownie zajęta przez wojska sowieckie i włączona do Białoruskiej SRR.